# Синтімреу
Синтімреу (рум. Sântimreu) — село у повіті Біхор в Румунії. Входить до складу комуни Селард.
Село розташоване на відстані 442 км на північний захід від Бухареста, 21 км на північний схід від Ораді, 129 км на північний захід від Клуж-Напоки.

## Населення
За даними перепису населення 2002 року у селі проживали 607 осіб.
Національний склад населення села:
| Національність | Кількість осіб | Відсоток |
| -------------- | -------------- | -------- |
| угорці         | 574            | 94,6%    |
| цигани         | 26             | 4,3%     |
| румуни         | 7              | 1,2%     |

Рідною мовою назвали:
| Мова      | Кількість осіб | Відсоток |
| --------- | -------------- | -------- |
| угорська  | 592            | 97,5%    |
| румунська | 7              | 1,2%     |